# Oscilador Clapp

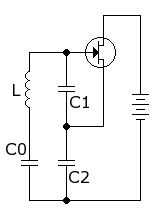
Oscilador Clapp.

El oscilador Clapp, inventado por James Kilton Clapp en 1948, es una de las numerosas configuraciones posibles de un oscilador electrónico. Es similar al Seiler, con una modificación del Oscilador Colpitts, en el cual se pone un condensador en serie con la bobina del circuito resonante. 
La inductancia L es parcialmente compensada por la reactancia del condensador C0. Eso permite inductancias más elevadas que elevan el factor Q (también llamado factor de calidad o factor de mérito) de la bobina, lo que permite a su vez que el oscilador sea más estable y tenga un ancho de banda más estrecho.
Frecuencia de oscilación:
{\displaystyle f_{0}={1 \over 2\pi }{\sqrt {{1 \over L}\left({1 \over C_{0}}+{1 \over C_{1}}+{1 \over C_{2}}\right)}}\ .}
Condición arranque para que el circuito empiece a oscilar espontáneamente es la siguiente:
- si el transistor utilizado es un BJT:

{\displaystyle h_{f}e>{\frac {C_{2}}{C_{1}}}}
Se puede perfeccionar el oscilador Clapp sustituyendo la bobina L y el condensador C0 por un cristal de cuarzo.